# Broszniów (przystanek kolejowy)
Broszniów (ukr. Брошнів, ros. Брошнев) – przystanek kolejowy w miejscowości Broszniów-Osada, w rejonie kałuskim, w obwodzie iwanofrankiwskim, na Ukrainie. Położony jest na linii dawnej Galicyjskiej Kolei Transwersalnej.
Przystanek powstał przed II wojną światową.